# 可視光線
| sRGB rendering of the spectrum of visible light | sRGB rendering of the spectrum of visible light | sRGB rendering of the spectrum of visible light | sRGB rendering of the spectrum of visible light |
| 色                                              | 波長                                            | 周波数                                          | 光子1個のエネルギー                             |
| ----------------------------------------------- | ----------------------------------------------- | ----------------------------------------------- | ----------------------------------------------- |
| 紫                                              | 380-450 nm                                      | 680-790 THz                                     | 2.95-3.10 eV                                    |
| 青                                              | 450-485 nm                                      | 620-680 THz                                     | 2.64-2.75 eV                                    |
| 水色                                            | 485-500 nm                                      | 600-620 THz                                     | 2.48-2.52 eV                                    |
| 緑                                              | 500-565 nm                                      | 530-600 THz                                     | 2.25-2.34 eV                                    |
| 黄色                                            | 565-590 nm                                      | 510-530 THz                                     | 2.10-2.17 eV                                    |
| 橙色                                            | 590-625 nm                                      | 480-510 THz                                     | 2.00-2.10 eV                                    |
| 赤                                              | 625-780 nm                                      | 405-480 THz                                     | 1.65-2.00 eV                                    |

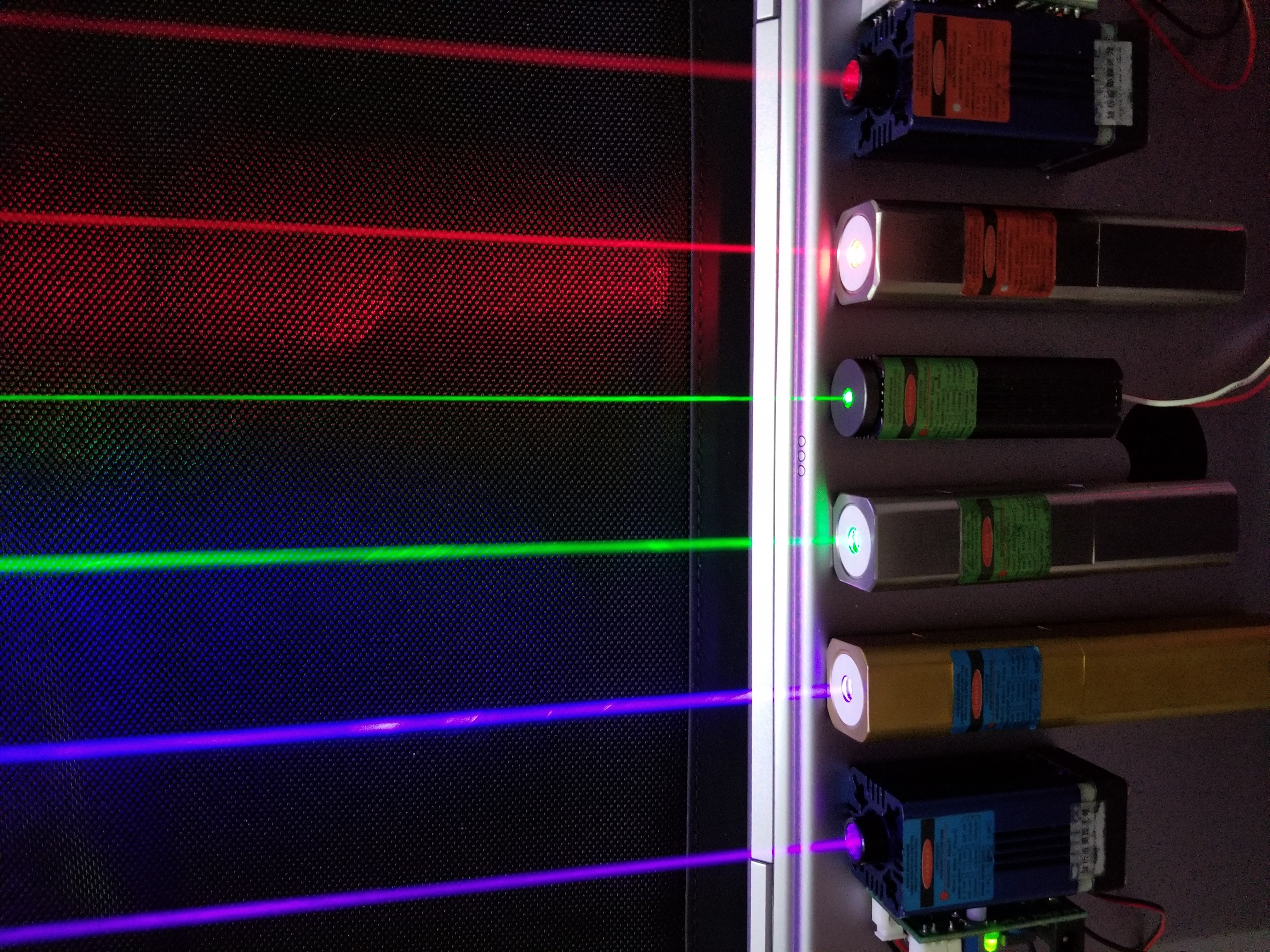
可視光線レーザー (赤, 緑, 青, 青紫)

可視光線（かしこうせん、英: visible light）とは、電磁波のうち、ヒトの目で見える波長のもの。いわゆる光のこと。JIS Z8120の定義によれば、可視光線に相当する電磁波の波長は下界はおおよそ360-400 nm、上界はおおよそ760-830 nmである。可視光線より波長が短くなっても長くなっても、ヒトの目には見ることができなくなる。可視光線より波長の短いものを紫外線、長いものを赤外線と呼ぶ。可視光線に対し、赤外線と紫外線を指して、不可視光線（ふかしこうせん）と呼ぶ場合もある。
可視光線は、太陽やそのほか様々な照明から発せられる。通常は、様々な波長の可視光線が混ざった状態であり、この場合、光は白に近い色に見える。プリズムなどを用いて、可視光線をその波長によって分離してみると、それぞれの波長の可視光線が、ヒトの目には異なった色を持った光として認識されることがわかる。各波長の可視光線の色は、日本語では波長の短い側から順に、   紫、    青、    水色、    緑、    黄、    橙、    赤で、俗に七色といわれるが、これは連続的な移り変わりであり、文化によって分類の仕方は異なる（虹の色数を参照のこと）。波長ごとに色が順に移り変わること、あるいはその色の並ぶ様を、スペクトルと呼ぶ。また、1つの波長のみを含む色はスペクトル色と呼ばれる。
もちろん、可視光線という区分は、あくまでヒトの視覚を主体とした分類である。紫外線領域の視覚を持つ動物は多数ある（一部の昆虫類や鳥類など）。太陽光をスペクトル分解するとその多くは可視光線である。
ただし、スペクトル分解では現在の技術において観測できない周波数域（γ線よりもさらに、また極めて短い波長であるプランク周波数1.8549×1043 Hzや、発見に至っていないそれ以遠の周波数の可能性）も否定できない。
また、進化とは一般的な進化論において、遺伝子の（突然）変異によってもたらされた個体の特性（とその他の特性の組み合わせ）が、その環境下において、結果として最も有利となり、生殖により子孫へと引き継がれ、種として変容・存続して行くことを指しており、太陽光の可視光線が進化を促しているとは言えない。
ただし興味深いのは、遺伝子の変異を促す要因として太陽からの放射線も一因として考えられており、遺伝子の変異の観点からは環境が進化を促しているとも言える。
可視光線は、通常はヒトの体に害はないが、例えば核爆発などの強い可視光線が目に入ると網膜の火傷の危険性がある。太陽の光を直接見ても同様である。